# Georges Bodossian
Georges Bodossian est un guitariste et compositeur français.

## Biographie
Georges Bodossian commence son parcours professionnel dans la mouvance des groupes français inspirés par le courant rock progressif.
Il fonde en 1974 le groupe Ocean avec qui il produit en 1977 son premier album God‘s Clown. Sa vie de musicien restera inséparable de celle du groupe jusque dans les années 1980.
En 1979, Ocean décroche son premier contrat avec les disques Barclay. Suivront :  quatre albums dont un live, de nombreux concerts, tournées, festivals, l'Olympia, Bobino, l'Hippodrome de Pantin, Le Palace, la Fête de l'Humanité, tournées sur les dates françaises d'AC/DC sur le Highway to Hell Tour et d'Iron Maiden lors du Killers World Tour.
En 1983, après la séparation du groupe, il opère un tournant dans sa carrière artistique, un choix qu’il n’a pas abandonné à ce jour, celui de travailler comme musicien, compositeur, arrangeur et réalisateur : il collabore avec de nombreux interprètes, groupes et producteurs, issus tant du monde du rock que de celui de la variété, tels que Michel Sardou, Jeanne Mas, Gilles Dreu, Esther Galil, Geneviève Paris, Bernard Saint-Paul, Tim Friese-Greene, Vincent Absil , Olivia Adriaco, Alain Moisan, Gérard Loussine, Jonathan Kerr, Raïna Raï, Saga, Le Brut Orchestra, Triptik, Red-Def, Christophe Renaud, Amélie Morin, Cima Cima, etc.
En tant que compositeur Georges Bodossian écrit de nombreuses musiques et bandes originales pour le cinéma, la télévision et la publicité. Entre autres : Deux minutes de soleil en plus de Gérard Vergez avec Christophe Malavoy, Pauline Lafont, L'École de la chair de Benoît Jacquot avec Isabelle Huppert, Vincent Martinez, Espionne et tais-toi de Claude Boissol, avec Charles Denner, Grace de Capitani, Gérard Loussine.
En 2001, Georges Bodossian participe à l'occasion d'une courte reformation d'Ocean, à l’enregistrement du titre Ton dernier acte pour l'album Tribute to Trust.
En 2003, des nouveaux titres sont en préparation, un nouvel album et un retour sur scène sont programmés.
En mars 2004, le décès de Robert Belmonte met définitivement un terme à une longue collaboration artistique.
En 2005, il réalise de nouveaux projets, compositions et réalisations, des musiques world electro et lounge telles que Paris Bollywood, Cocoon Attitude, et Hasta siempre Buenos Aires. Guitariste avant tout Georges Bodossian marque sa prédilection pour l'instrument en abordant l’univers du blues du rock et du metal, avec Xtreme Tracks, Blues Festival, Full Metal et Simple Guitars Moments.
En 2008, il entame un important travail d’archivage regroupant tout le parcours du groupe Ocean qui donnera naissance au coffret Ocean Story Live and More en janvier 2010.
Cet événement lui donne envie d'écrire un nouveau chapitre de l'histoire du groupe qui s'ouvre le 30 septembre 2010 par une première date parisienne au Bus Palladium, d'autres concerts suivent, en juin 2012 Le Festival de Montereau Confluences et en janvier 2013 Le Divan du Monde dans le cadre de l'ultime édition du Paris Metal France Festival.

## Discographie

### Avec Ocean
- 1977 : God's Clown (LP)
- 1979 : Océan (LP),  Je suis mort de rire, Menteur, Les yeux fermés…
- 1980 : A Live + B (LP)
- 1980 : On se rock de moi / Qu'est-ce que tu dis ? (45 t)
- 1981 : Océan (LP) Aristo, Rock’n’roll, A force de gueuler…
- 1981 : Louise / Berceuse (45 t)
- 1981 : Qu’on me laisse le temps / Attention contrôle (45 t)
- 1982 : 16 Grands Succès (LP)
- 1986 : Juste au bout du désert (45 t)
- 1986 : Juste au bout du désert (version maxi 45 t)
- 1998 : God's Clown (réédition CD)
- 1998 : Révolution Hard-Rock 1 (compilation)
- 1998 : Révolution Hard-Rock 2 (compilation)
- 2000 : Océan (réédition CD) Aristo, Rock’n’roll, À force de gueuler…
- 2001 : Tribute to Trust (compilation)
- 2010 : Story, Live & More - The definitive collection (coffret)
- 2012 : Océan Best Of
- 2016 : C'est la fin...

### En solo
- 1987 : Stratocasting
- 1989 : Tribal Pursuit
- 1990 : Rock Machine
- 1990 : Speed
- 1991 : Rocky Brothers
- 1993 : Nota Bene
- 1994 : Be Well
- 1994 : The Rock Kit
- 1997 : Power Traxs
- 1997 : Ethnical Trip
- 1999 : Extase
- 2000 : Le Jardin des Elfes
- 2001 : Hayastan “La mémoire éternelle”
- 2002 : Blues Power
- 2002 : La Maison du Feng Shui
- 2003 : Heures Flamboyantes
- 2003 : Fetish
- 2004 : Cocoon Attitude
- 2005 : Xtreme Tracks
- 2006 : Red Def  « Génération Anormale »
- 2007 : Hasta Siempre Buenos Aires
- 2008 : Mad House
- 2008 : Relaxation
- 2008 : Paris Bollywood
- 2009 : Whistle Up
- 2009 : Best of Sequencing
- 2009 : Funtastique
- 2009 : Full Metal
- 2010 : Blues Festival
- 2010 : Universal News
- 2011 : News Themes
- 2011 : Simple Guitar Moments
- 2012 : Smile and Whistle
- 2012 : Dream Deluxe

### Participations
- 1982 : Geneviève Paris Achevez moi
- 1982 : Lésions Dangereuses
- 1982 : Rendez Vous
- 1985 : Gérard Loussine Da Dou Dai du téléfilm Espionne et tais toi
- 1986 : Ho Sai Tightropes
- 1986 : Vincent Absil Deux doigts dans la bouche
- 1986 : Double Mix Juste au bout du désert
- 1988 : Esther Galil Interdit par la loi chanson du film Deux minutes de soleil en plus
- 1993 : Jonathan Kerr Le Mat
- 1994 : Essential World
- 1997 : Boulevard des Slows Juste au bout du désert
- 1998 : Alain Moisan An ba coco la
- 1998 : Aurelie Ramel
- 1999 : Saga Face à face
- 1999 : Musique & Nature Voyages
- 1999 : Musique & Nature  Rêves
- 2000 : Handicap International Musiques pour un nouveau monde
- 2000 : Gilles Dreu On l'a pas vu passer ce siècle
- 2001 : Gilles Dreu Parcours
- 2001 : Gilles Dreu Chanter pour elle
- 2001 : Planète verte
- 2002 : Asia Folies
- 2002 : Les Nouveaux Primitifs
- 2003 : Scandale
- 2003 : Planète Sensations
- 2004 : Deep lounge
- 2004 : Relaxation
- 2004 : Eternal Sunshine
- 2004 : Cima Cima Flyin' Buddha
- 2004 : Le Brut Orchestra Wonderland
- 2004 : Asian Songs
- 2004 : Cocoon  La compil
- 2005 : Chinese Room
- 2005 : Bollywood Anthologie
- 2006 : Bollywood Night
- 2006 : Christophe Renaud D'une rive à l'autre
- 2006 : Invitation au Bien-Etre
- 2006 : Punk in France
- 2008 : Worldchild
- 2008 : Tubes des années 80
- 2009 : Indian Fever
- 2010 : 100 Tubes RFM Party 80
- 2011 : Zen
- 2011 : Asanty  E’ il tempo nel tempo